# Cerovo, Bijelo Polje
Cerovo este un sat din comuna Bijelo Polje, Muntenegru. Conform datelor de la recensământul din 2003, localitatea are 261 de locuitori (la recensământul din 1991 erau 306 locuitori).

## Demografie
În satul Cerovo locuiesc 190 de persoane adulte, iar vârsta medie a populației este de 35,3 de ani (33,7 la bărbați și 37,2 la femei). În localitate sunt 71 de gospodării, iar numărul mediu de membri în gospodărie este de 3,65.
Această localitate este populată majoritar de sârbi (conform recensământului din 2003).
|  |

| Demografie | Demografie | Demografie |
| An         | Locuitori  | Locuitori  |
| ---------- | ---------- | ---------- |
|            |            |            |
|            |            |            |
|            |            |            |
|            |            |            |
| 1948       | 274        |            |
| 1953       | 281        |            |
| 1961       | 280        |            |
| 1971       | 329        |            |
| 1981       | 287        |            |
| 1991       | 306        | 303        |
| 2003       | 263        | 261        |

| \| Componența etnică conform recensământului din 2003[2] \| Componența etnică conform recensământului din 2003[2] \| Componența etnică conform recensământului din 2003[2] \| Componența etnică conform recensământului din 2003[2] \| Componența etnică conform recensământului din 2003[2] \| \| ----------------------------------------------------- \| ----------------------------------------------------- \| ----------------------------------------------------- \| ----------------------------------------------------- \| ----------------------------------------------------- \| \| \| \| \| \| \| \| Sârbi \| Sârbi \| \| 183 \| 70,11% \| \| Muntenegreni \| Muntenegreni \| \| 72 \| 27,58% \| \| Croați \| Croați \| \| 1 \| 0,38% \| \| necunoscută \| necunoscută \| \| 2 \| 0,76% \| |              |  |     |        |
| Componența etnică conform recensământului din 2003 |              |  |     |        |
| |              |  |     |        |
| Sârbi | Sârbi        |  | 183 | 70,11% |
| Muntenegreni | Muntenegreni |  | 72  | 27,58% |
| Croați | Croați       |  | 1   | 0,38%  |
| necunoscută | necunoscută  |  | 2   | 0,76%  |